# Гант (Фејер)
 Гант(мађ. Gánt) је село у жупанији Фејер, у Мађарској је село у округу Фејер у Мађарској са око 600 становника. 
Локација је позната по историји рударства боксита. Село има историју која сеже до много векова. Након монголске и османске окупације ово подручје је постало ненасељено, па је цар Јосиф II пресељавао сељаке из Аустрије да раде на аграрним земљама. Село је задржало немачки језик до краја Другог светског рата, након чега су становници немачког порекла депортовани у Немачку. Овај догађај је био веома значајан за село и многи се и данас сећају тог догађаја, а жртве су редовни посетиоци села након пада Гвоздене завесе. Село је такође део плаве пешачке стазе у Мађарској, тако да многи туристи посећују и пролазе кроз овај мали драгуљ у планинама Вертеш.

## Становништво
Током пописа из 2011. године 60,9% становника се изјаснило да су Мађари, а 20,4% Немци (38,7% се није изјаснило; због двојног идентитета, укупан број може бити већи од 100%). 
Верска дистрибуција је била следећа: римокатолици 36,8%, реформисани 4,4%, лутерани 0,5%, гркокатолици 0,2%, неденоминациони 11,5% (46,2% се није изјаснило).